# Абсент
Абсентът (на френски: Absinthe) е напитка с високо съдържание на алкохол. Получава се от цветовете и листата на медицинското растение Artemisia absinthium (пелин). Абсентът често се асоциира с френските артисти и писатели от края на XIX и началото на XX век, като тогава най-известната марка е била Pernod Fils.
Абсентът е бил описван като опасен и водещ до пристрастяване. До 1915 г. той бива забранен в САЩ и в повечето европейски страни, с изключение на Великобритания, Швеция, Испания, Португалия, Дания и Австро-Унгария. Въпреки че е бил хулен, няма доказателства да е по-опасен от обикновените алкохолни напитки. Неговите психоактивни свойства, отделно от алкохолните, са били силно преувеличени.
Преоткриването му започва в 1990 г., когато страни в Европейския съюз започват да преузаконяват производството и продажбата му. До февруари 2008 г. се произвеждат над 200 марки абсент в дузина страни, най-вече Франция, Швейцария, Испания и Чехия. Комерсиализацията му в САЩ започва отново през 2007 г.

## История
Точният произход на абсента е неясен. Най-ранните доказателства за появата на абсент датират от 18 век. Според легендата, за първи път абсент е бил приготвен около 1792 година от френския доктор Пиер Ординар, живял в Швейцария. През 1797 г. Анри-Луи Перно открива първия завод за абсент в Швейцария, а малко по-късно прави най-голямата фабрика във Франция. Популярността му нараства стремглаво от 1840 г., когато се дава на френските войници като защитно средство срещу треска. През 1860 г. добива такава популярност, че в повечето френски кафенета и кабарета се обявява I'heure verte („зелен час“). Напитката остава скъпа и се консумира главно от представителите на буржоазията и ексцентричните бохемски артисти. След 1880 г. цената ѝ спада и до 1910 г. французите консумират 36 милиона литра за година.
Алкохолизмът при пиячите на абсент е бил наричан абсентизъм, поради вярата, че е бил по-различен от нормалния алкохолизъм. През 1905 г. Джин Ландфрей, под влияние на абсент, избива цялото си семейство и се опитва да се самоубие. Фактът, че е бил алкохолик, и е изпивал големи количества алкохол, освен двете чашки абсент сутринта, е бил пренебрегнат и вината е била стоварена единствено върху абсента. С тази новина пада последната капка и абсентът се забранява в много държави.
След един век абсентът се завръща. През 2004 г. парламентът в Швейцария отменя закона от 1907 г., който го забранява, малко по-късно и Амстердам признава за недействителен закона от 1907 г. Според ограничение, въведено от Европейския съюз, пелинът в напитката не трябва да надвишава 10 мг/л.

## Съставки
Освен пелин абсентът съдържа и анасон, копър, исоп, както и друго растение от същия род – Arthemisia pontica. Може да включва и корени от ангелика, листа от росен, кориандър, вероника, хвойна, индийско орехче и различни планински билки.
Кипването на пелина без допълнителна дестилация води до получаването на изключително горчива напитка, чийто вкус се дължи на водно-разтворимата субстанция – абсинтин. След дестилация се получава безцветен алкохолат, който напуска дестилатора с алкохолно съдържание около 82%. Ако се остави така, продуктът се нарича la bleue или la blanche. Зеленият цвят може да се получи по изкуствен път или с хлорофил от допълнителни съставки. Необходимо е разреждане с вода. С течение на времето хлорофилът се разгражда и дава жълто-зелено до кафяво оцветяване. През 19 век при производството на евтини марки се добавят мед, цинк, индигово растение и други за добиване на зелен цвят, а антимониевият трихлорид води до помътняване на питието – т.нар. louche ефект.
Рецепта 25 грама изсушен горчив пелин (листа и цветове) – Artemisia absinthium
50 грама резене (див копър) – Foeniculum vulgare
50 грама семена от анасон – Green Anise
Залива се с един литър 85 % спирт. Оставя се на стайна температура и тъмно място в затворен съд за две седмици, като ежедневно се разтръсква по няколко пъти. Долива се половин литър вода и всичко се поставя в дестилатор. След дестилацията се получава един литър бистър алкохол, който трябва да се оцвети в характерния зелен цвят за абсента, и да се добавят допълнителни вкусове и аромати. Оцветяването става по следния начин:
Взимат се 0,4 литра от алкохола и в него се накисват следните треви:
10 грама исоп – Hyssop / Hyssopus officinalis; 5 грама маточина – Melissa / Melissa officinalis; 1 – 3 грама горчив пелин – Artemisia absinthium. (Пелинът придава допълнителна горчивина, която не е приятна на всеки, затова може да не се слага изобщо. По желание могат да се прибавят кори от лимон и портокал.
Сместа се филтрира (подходящ е филтър за кафе) и се смесва с останалия алкохол. Разрежда се до 70 – 75 %. Желателно е да се остави да отлежи от седмица до месец. Това не е единственият начин за получаване на абсент. Съществуват голям брой рецепти с най-различни съставки, но тази е една от базовите. Има и начин чрез накисване на тревите в спирт, но той не е толкова добър както дестилацията. В последните години се ползва и овкусяване на спирт с етерични масла, извлечени от споменатите треви, но този начин не е на почит сред любителите на това питие.

## Поднасяне
Абсентът се налива в чаша, върху която се поставя специална лъжичка с процеп (решетъчна лъжичка). В лъжичката се поставя кубче захар, напоява се с абсент и се запалва. Залива се с тънка струя ледено-студена вода. Така неразтворимите във вода съставки се утаяват, което води до помътняване на питието – louche ефект. Церемонията по поднасяне на абсент е била една от основните причини, привличаща „пиячите“ в пивниците, даже в голяма част от тях имало човек, специално занимаващ се с тази церемония. Тези пивници събирали елита (популярни личности, известни със злоупотребата си с абсент, са: Артюр Рембо, Пол Верлен, Едгар Алън По, Ван Гог, Оскар Уайлд и други).